# Open di Francia 2014 - Doppio leggende femminile
Lindsay Davenport e Martina Hingis erano le detentrici del titolo, ma la Hingis ha deciso di non partecipare. La Davenport gioca in coppia con Mary Joe Fernández.
Kim Clijsters e Martina Navrátilová hanno sconfitto in finale Nathalie Dechy e Sandrine Testud per 5-7, 7-5, [10-7].

## Tabellone

### Legenda
| - Q = Qualificato - WC = Wild card - LL = Lucky loser | - ALT = Alternate - SE = Special Exempt - PR = Protected Ranking | - w/o = Walkover - r = Ritirato - d = Squalificato |

### Finale
|  | Finale                            |                                   |   |   |      |  |
|  |                                   |                                   |   |   |      |  |
|  | Nathalie Dechy Sandrine Testud    | Nathalie Dechy Sandrine Testud    | 7 | 5 | [7]  |  |
|  | Kim Clijsters Martina Navrátilová | Kim Clijsters Martina Navrátilová | 5 | 7 | [10] |  |

### Gruppo A
|    |                                      | L Davenport MJ Fernández | N Dechy S Testud | J Novotná N Zvereva | RR V-P | Set V-P | Game V-P | Pos. |
| A1 | Lindsay Davenport Mary Joe Fernández |                          | 2-6, 1-6         | 6-3, 6-2            | 1-1    | 2-2     | 15-17    | 2    |
| A2 | Nathalie Dechy Sandrine Testud       | 6-2, 6-1                 |                  | 6-3, 6-4            | 2-0    | 4-0     | 24-10    | 1    |
| A3 | Jana Novotná Nataša Zvereva          | 3-6, 2-6                 | 3-6, 4-6         |                     | 0-2    | 0-4     | 12-24    | 3    |

La classifica viene stilata in base ai seguenti criteri: 1) Numero di vittorie; 2) Numero di partite giocate; 3) Scontri diretti (in caso di due giocatori pari merito ); 4) Percentuale di set vinti o di games vinti (in caso di tre giocatori pari merito ); 5) Decisione della commissione.

### Gruppo B
|    |                                    | K Clijsters M Navrátilová | I Majoli A Myskina | C Martínez N Tauziat | RR V-P | Set V-P | Game V-P | Pos. |
| B1 | Kim Clijsters Martina Navrátilová  |                           | 6-2, 4-6, [10-8]   | 3-6, 6-1, [10-2]     | 2-0    | 4-2     | 21-15    | 1    |
| B2 | Iva Majoli Anastasija Myskina      | 2-6, 6-4, [8-10]          |                    | 3-6, 6-2, [10-7]     | 1-1    | 3-3     | 18-20    | 2    |
| B3 | Conchita Martínez Nathalie Tauziat | 6-3, 1-6, [2-10]          | 6-3, 2-6, [7-10]   |                      | 0-2    | 2-4     | 15-20    | 3    |

La classifica viene stilata in base ai seguenti criteri: 1) Numero di vittorie; 2) Numero di partite giocate; 3) Scontri diretti (in caso di due giocatori pari merito ); 4) Percentuale di set vinti o di games vinti (in caso di tre giocatori pari merito ); 5) Decisione della commissione.